# فتودرماتیت
فتودرماتیت (انگلیسی: Photodermatitis) که به آن مسمومیت با آفتاب یا آلرژی به نور نیز می‌گویند، نوعی درماتیت تماسی آلرژیک است که در آن آلرژن با نور آفتاب فعال ‌می‌شود و پاسخ آلرژیک را تحریک می‌کند و سرانجام سبب قرمزی پوست یا دیگر عوارض جانبی روی سطح در معرض تماس می‌شود. عوارض جانبی پس از آن باعث عارضه‌های پوستی‌ای می‌شوند که اغلب اگزما هستند. فتودرماتیت با آفتاب‌سوختگی یکی نیست.در علم پزشکی گاهی اوقات به نام پوست خون‌آشامی از این بیماری یاد می‌شود.

## علائم و نشانه‌ها
فتودرماتیت ممکن است سبب ورم، دشواری در تنفس، احساس سوختگی، قرمزی و خارش پوست که گاهی با تاول‌های کوچک همراه است و  لایه‌لایه شدن پوست شود. تهوع نیز ممکن اس روی دهد. همچنین ممکن است خال‌های پدیدار شوند که خارش در آن‌ها برای مدت زمان طولانی‌تری ادامه یابد. در این نواحی ممکن است پوست رنگی متمایل به نارنجی تا قهوه‌ای پیدا کند؛ معمولا در نزدیکی یا روی صورت.

## علل
داروها و عارضه‌های بسیاری مو‌توانند سبب آلرژی به نور شوند؛ ازجمله:
- سولفونامید که در بعضی از داروها مانند آنتی‌بیوتیک‌ها، دیورتیک‌ها، کوکسیب و داروهای دیابت وجود دارد.[۱]
- پسورالن، قطران زغال‌سنگ، رنگ‌های فتواکتیو (ائوزین، آکاردین نارنجی)
- مشک، متيلكومارين، آب لیمو (ممکن است در عطرها وجود داشته باشد)
- ۴-آمینوبنزوئیک اسید،(در کرم‌های ضدآفتاب یافت می‌شود)
- اکسی‌بنزون (کرم‌های ضدآفتاب)[۲]
- سالیسیل‌آنیلید (در پاک‌کننده‌های صنعتی)
- گل راعی برای درمان افسردگی بالینی به‌کار می‌رود.
- هگزاکلروفن (در برخی از صابون‌های ضد باکتری)
- تتراسایکلین‌ها (مانند داکسی‌سایکلین و مینوسایکلین)
- بنزوئیل پروکساید
- رتینوئید (مانند ایزوترتینوین)
- داروهای ضدالتهاب غیراستروئیدی
- فلوروکینولون
- آمیودارون (برای درمان فیبریلاسیون دهلیزی)
- پلاگر

فتودرماتیت می‌تواند توسط گیاهانی مانند آمی ماجوس، شقاقل، هراکلیوم منتگزیانم، سداب و دیکتامنوس. این عارضه توسط گیاه فیتوفتودرماتیت نیز ایجاد می‌شود.

## پیش‌گیری
برای پیش‌گیری از این عارضه نباید در معرض مواد شیمیایی حساسیت‌زا قرار گرفت مانند پوشیدن دست‌کش یا دوری از نور آفتاب یا استفاده از ضدآفتاب</ref> ترجیحا با ضریب ۳۰ به بالا به همراه محافظت بالا دربرابر یو‌وی‌ای.